# Avtocesta A1
Die Avtocesta A1 (slowenisch für „Autobahn A1“), auch Štajersko-primorska avtocesta (slow. für ‚Steiermark-Küstenland-Autobahn’) genannt, ist mit 245 Kilometern Länge die längste Autobahn Sloweniens und verbindet unter anderem die drei größten Städte des Landes, Ljubljana/Laibach, Celje/Cilli und Maribor/Marburg. Das letzte Teilstück, die Ostumfahrung von Maribor/Marburg zwischen Pesnica und Slivnica, wurde am 14. August 2009 für den Verkehr freigegeben.
Seit der Unabhängigkeit gilt nicht mehr die Relation Villach–Zagreb, sondern die Relation Graz–Triest als die wichtigste slowenische Hauptverkehrsachse. In jugoslawischer Zeit trug die Relation zunächst die Nummer 6, später die Nummer 10.
Zusammen mit der slowenischen Autobahn A5 bildet sie die Direktverbindung von den nordadriatischen Häfen Koper und Triest nach Ungarn („NATO-Korridor“) und weiter in die Ukraine. Im Rahmen des transeuropäischen Verkehrsnetzes (TEN-T) gehört die Autobahn zur Straßeninfrastruktur des Mittelmeer-Kernnetzkorridors (früher: PAN-Korridor V). Dementsprechend hoch ist die Nutzung durch Fahrzeuge des internationalen Straßengüterverkehrs.
Die Autobahn ist in der Regel mit zwei Fahrspuren je Richtungsfahrbahn angelegt. Sie überquert verschiedene Passhöhen (z. B. Pforte von Postojna, Pass von Razdrto, Trojanerpasstunnel, Gonobitzer Karawanken, Windische Bühel), die jeweils durch aufwändige Ingenieurbauten wie Tunnels, Brücken und Ständerbauwerke angelegt sind. Im Westen des Landes verläuft sie in weiten Strecken in geringer Entfernung zur Südbahnstrecke Laibach–Triest.
Ihren höchsten Punkt erreicht sie im Karstgebirge zwischen Nanos und Senožeče mit etwa 690 Meter Seehöhe, wo die Autobahn auch relativ starken Wettererscheinungen ausgesetzt ist. Der tiefste Punkt liegt am Knoten Sermin nahe Koper mit weniger als 10 Meter über der Adria.

## Europastraßen entlang der A1
Die A1 ist Teil von vier Europastraßen und damit von mehr als alle anderen Autobahnen in Slowenien. Dazu zählen:
- : Von der österreichischen Autobahn A9 ausgehend verläuft sie ab Šentilj über die A1, bis sie beim Knoten Malence endet.

- : Von der österreichischen Autobahn A9 ausgehend verläuft sie ab Šentilj bis zum Knoten Slivnica, wo sie in die A4 übergeht.

- : Sie geht vom Knoten Kozarje von der A2 in die A1 über und verläuft bis zum Knoten Gabrk, wo sie in die A3 übergeht. Außerdem quert die A1 die E61 bei der Anschlussstelle Kozina.

- : Sie verläuft gemeinsam mit der E61 zwischen den Knoten Gabrk und Kozarje und darüber hinaus bis zum Knoten Malence, wo sie in die A2 übergeht.

Außerdem gibt es zwei Europastraßen, die nicht über die A1 verlaufen, aber diese zumindest schneiden. Diese sind:
- : Sie geht vom Knoten Dragučova aus und verläuft ab da über die A5.

- : Diese Europastraße verläuft nicht auf der A1. Sie verläuft über die H5, welche beim Knoten Sermin die A1 schneidet.

## Bildergalerie

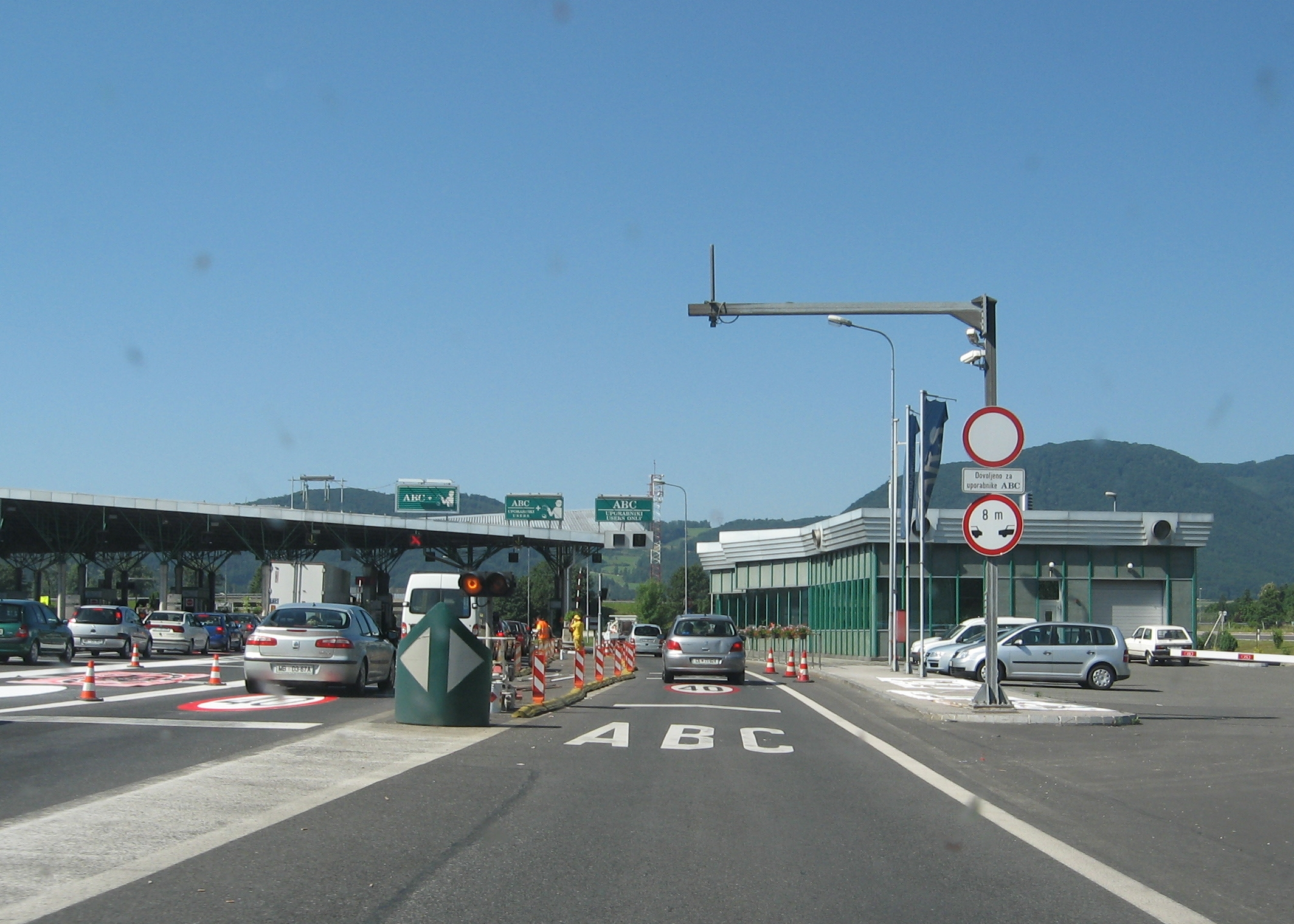
Mautstelle bei Tepanje
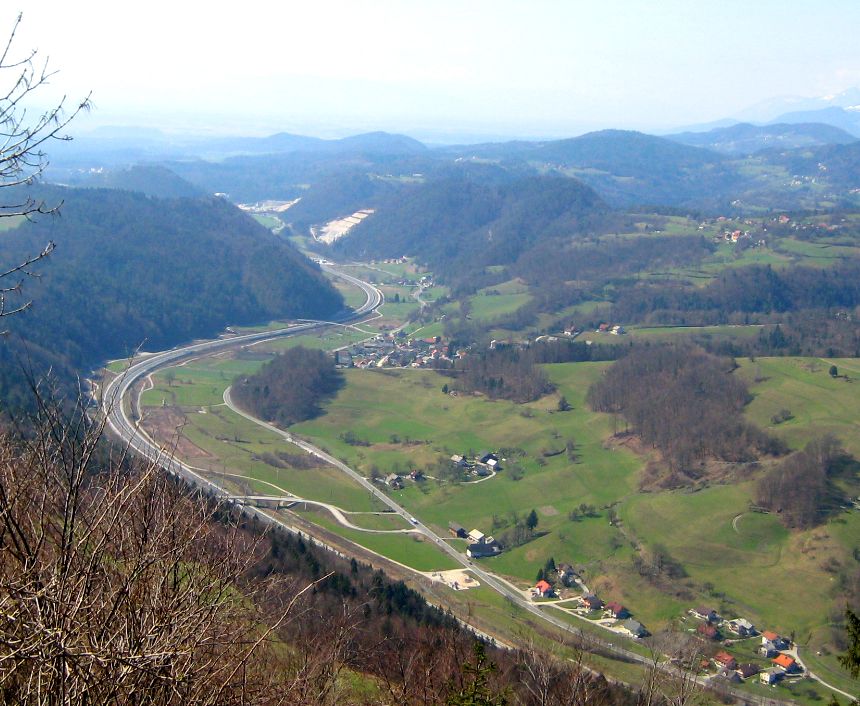
A1 bei Limbarska Gora
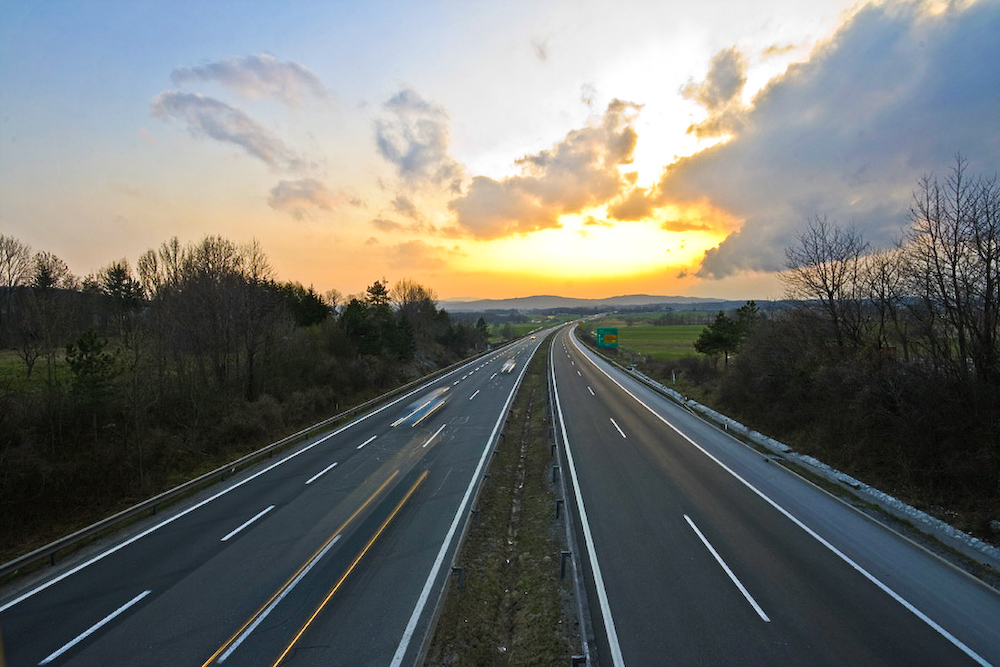
A1 bei Postojna
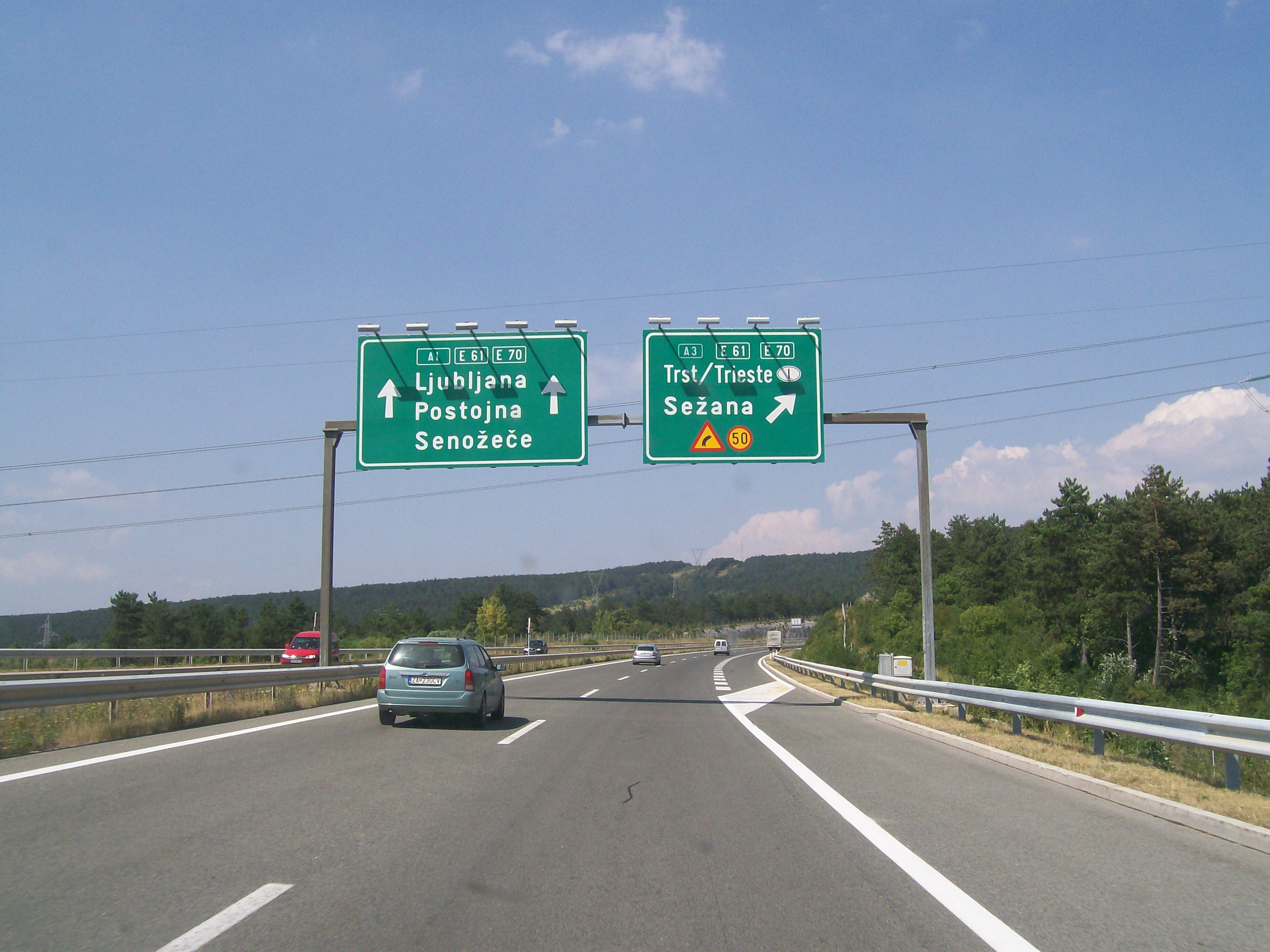
Kreuzung zwischen A1 und A3 bei Divača
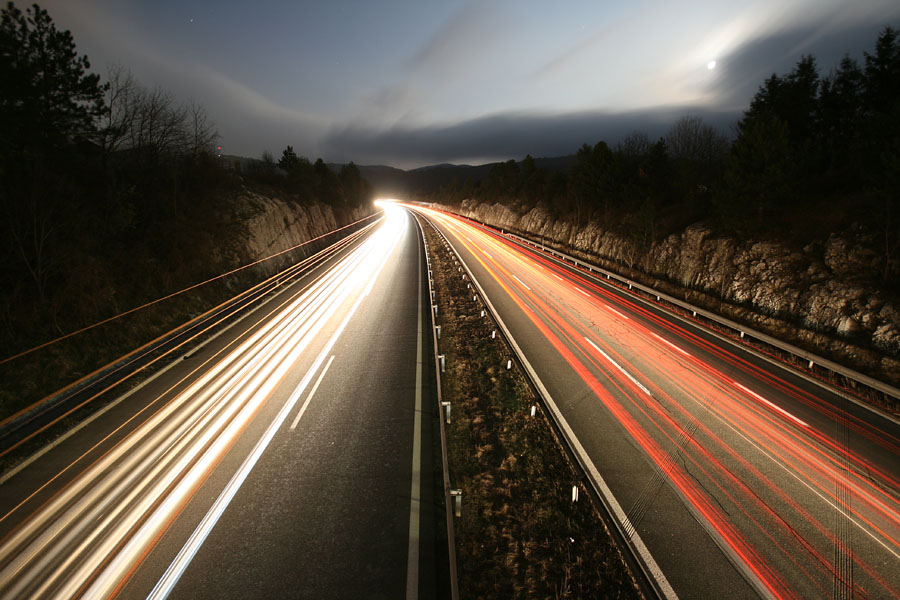
A1 bei Nacht